# Красовский, Михаил Яковлевич
Михаил Яковлевич Красовский (11 января 1878, Елисаветград, Херсонская губерния — XX век) — старшина Деятельной Армии УНР.

## Биография
Родился в городе Елисаветград Херсонской губернии.
Окончил Елисаветградскую классическую гимназию, Киевское военное училище (в 1903 году), вышел подпоручиком в 7-й Красноярский резервный батальон. Впоследствии перевелся в 27-й Восточно-Сибирский стрелковый полк, в составе которого участвовал в русско-японской войне. Был ранен, за боевые заслуги внеочереди был повышен до ранга поручика. Окончил Императорскую Николаевскую военную академию по 1-му разряду (в 1914 году). Участвовал в Первой мировой войне. В 1917 году — и. о. начальника штаба 47-го армейского корпуса. Последнее звание в российской армии — подполковник.
В украинской армии с 20 марта 1918 года: начальник штаба 7-й пешей дивизии Армии УНР, впоследствии — Украинской Державы. С 28 декабря 1918 года — начальник штаба Холмско-Галицкого фронта Действующей Армии УНР. С марта 1919 года — помощник начальника Главного управления Генерального штаба Действующей Армии УНР.
Осенью 1919 года перешёл в Вооружённые силы Юга России. В 1920 году находился в Крыму, в резерве офицеров Российской армии Петра Врангеля. Был членом украинской общины Крыма, которую возглавлял генерал Янушевский. Должен быть начальником штаба украинской дивизии, которую планировал создать генерал Янушевский в составе Российской армии Петра Врангеля.
Дальнейшая судьба неизвестна.